# Marlena
Marlena – imię żeńskie, formowane na dwa sposoby: 
- poprzez połączenie imion Maria i Magdalena; tak ukształtowała swój pseudonim artystyczny aktorka Marlene Dietrich, właśc. Maria Magdalena Dietrich von Losch;
- poprzez połączenie nazwisk Marksa i Lenina; w ten sposób kształtowano to imię w ZSRR.

Marlena imieniny obchodzi 12 września i 23 października. 

## Osoby o imieniu Marlena
- Marlene Ahrens – chilijska lekkoatletka
- Marlena Dietrich – niemiecka aktorka
- Marlena Drozdowska – polska piosenkarka
- Marlene Favela – meksykańska aktorka
- Marlena Maląg – posłanka na Sejm RP IX kadencji, minister rodziny i polityki społecznej
- Marlee Matlin – amerykańska aktorka
- Marlena Mieszała – polska siatkarka
- Marlene Moses – nauruańska dyplomatka
- Merlene Ottey – jamajska lekkoatletka
- Marlene Streeruwitz – austriacka pisarka
- Marlene Weingärtner – niemiecka tenisistka.